# 周建国 (武警)
周建国（1964年9月—）陕西西安人，中国人民武装警察部队中将。

## 生平
1981年9月入伍。1984年6月加入中国共产党。硕士研究生学历。入伍后历任排长、连长、营长、团长、师长。1984年，曾参加两山轮战。此后多次参加军事演习及非战争军事行动。2014年，由陆军第二十一集团军某师师长晋升为陆军第二十一集团军副军长，2017年4月，出任陆军第七十六集团军副军长，后任武警新疆总队司令员。 2023年1月，任武警部队参谋长。
2015年7月24日，晋升少将军衔。不迟于2023年1月，晋升中将警衔。